# Donji Davidovići
Donji Davidovići (Servisch Cyrillisch Доњи Давидовићи) is een klein dorp in de gemeente Bileća, de Servische Republiek (Bosnië en Herzegovina).